# 第40回世界遺産委員会

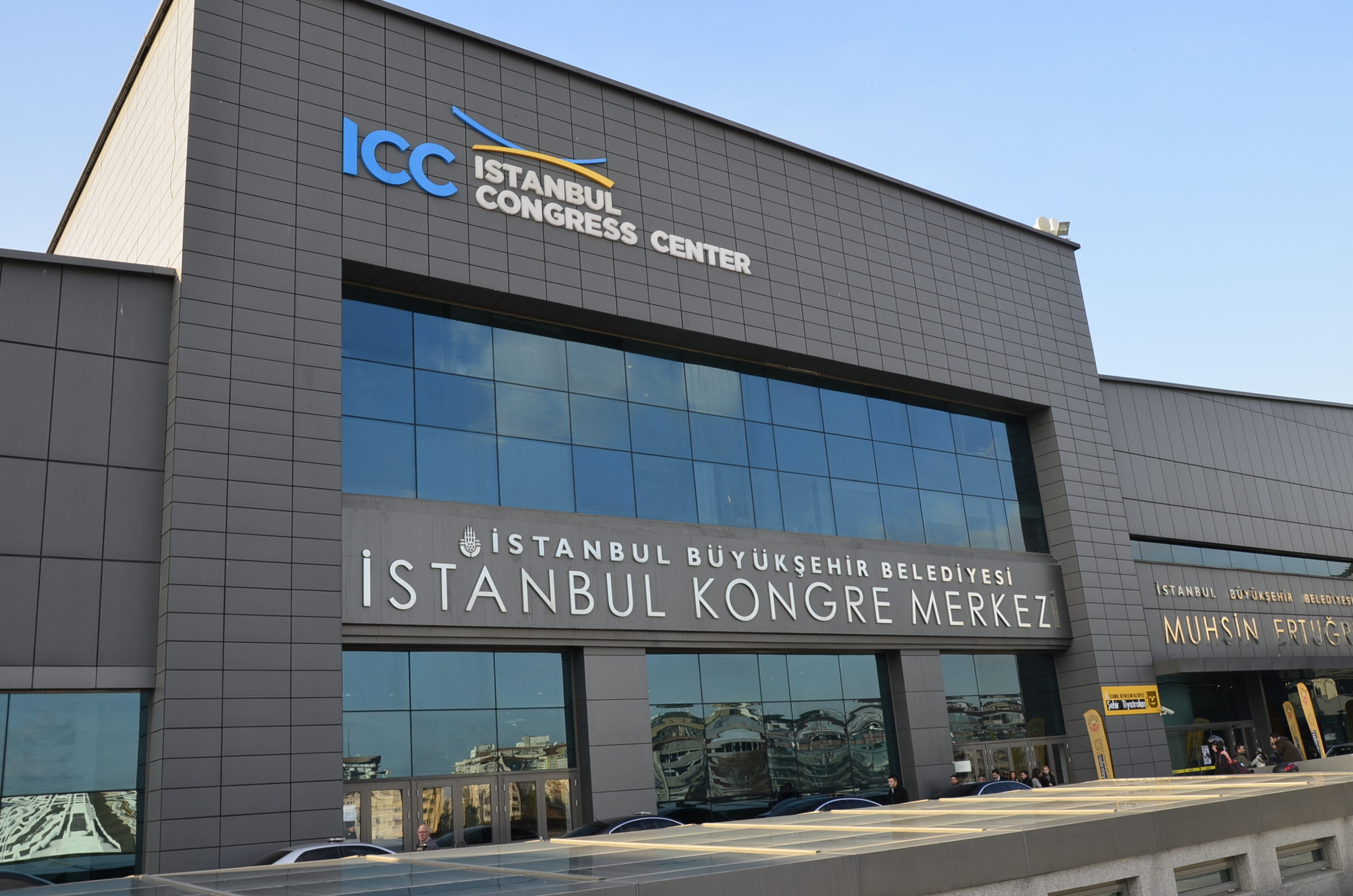
トルコでの会場となったイスタンブール・コングレス・センター

第40回世界遺産委員会（だい40かいせかいいさんいいんかい）は、2016年7月と10月にトルコのイスタンブールとフランスのパリで開催された世界遺産委員会である。当初は7月10日から7月20日にイスタンブールのイスタンブール・コングレス・センターでのみ開催される予定だったが、会期中に勃発したクーデター未遂事件が原因で7月16日の会議は中止され、翌17日の会議でイスタンブールでの会議は終了となった。残る議事は同年10月24日から26日にパリのユネスコ本部で開催された会議で取り扱われた。
この世界遺産委員会の会場は文化遺産12件、自然遺産6件、複合遺産3件の計21件が登録された結果、世界遺産リスト登録物件の総数は1,052件となった。従来世界遺産を保有していなかった国の中では、ミクロネシア連邦とアンティグア・バーブーダが保有国の仲間入りをした。

## 委員国
委員国は以下の通りである。地域区分はUNESCOに従っている。
| 議長国                 | トルコ           | 議長ラーレ・ウルカー(Lale Ülker)      |
| アジア・太平洋         | フィリピン       | 副議長国                              |
| アジア・太平洋         | 韓国             | 報告担当国。担当者はEugene Jo(조유진) |
| アジア・太平洋         | インドネシア     |                                       |
| アジア・太平洋         | カザフスタン     |                                       |
| アジア・太平洋         | ベトナム         |                                       |
| アラブ諸国             | レバノン         | 副議長国                              |
| アラブ諸国             | クウェート       |                                       |
| アラブ諸国             | チュニジア       |                                       |
| アフリカ               | タンザニア       | 副議長国                              |
| アフリカ               | アンゴラ         |                                       |
| アフリカ               | ブルキナファソ   |                                       |
| アフリカ               | ジンバブエ       |                                       |
| ヨーロッパ・北アメリカ | ポーランド       | 副議長国                              |
| ヨーロッパ・北アメリカ | アゼルバイジャン |                                       |
| ヨーロッパ・北アメリカ | クロアチア       |                                       |
| ヨーロッパ・北アメリカ | フィンランド     |                                       |
| ヨーロッパ・北アメリカ | ポルトガル       |                                       |
| カリブ・ラテンアメリカ | ペルー           | 副議長国                              |
| カリブ・ラテンアメリカ | キューバ         |                                       |
| カリブ・ラテンアメリカ | ジャマイカ       |                                       |

## 審議対象の推薦物件一覧
物件名に *印が付いているものは既に登録されている物件の拡大登録などを示す。太字は正式登録（既存物件の拡大などについては申請用件が承認）された物件。英語名とフランス語名は諮問機関の勧告文書に基づいており、登録時に名称が変更された場合にはその名称を説明文中で太字で示してある。第40回世界遺産委員会の審議で新規に世界遺産保有国となったのは、アンティグア・バーブーダ、ミクロネシア連邦の2か国である。この結果、世界遺産条約を締約している192か国のうち、世界遺産を保有していない国は27か国となった。
なお、審議期間中、イスタンブールなどにおいてトルコ軍の一部によるクーデター未遂事件が発生したことをうけ、一部物件の審議が順延される事態となった。登録された資産に対する委員国のコメントも、例年の慣行に比べると短縮された。

### 自然遺産
| 画像 | 推薦名                                                             | 推薦国                               | 勧告     | 決議     | 登録基準       |
| --- | ------------------------------------------------------------------ | ------------------------------------ | -------- | -------- | -------------- |
| | ミステイクン・ポイント                                             | カナダ                               | 登録     | 登録     | (8)            |
| Mistaken Point |                                                                    | カナダ                               | 登録     | 登録     | (8)            |
| Mistaken Point |                                                                    | カナダ                               | 登録     | 登録     | (8)            |
| この資産はニューファンドランド島東南端に位置するミステイクン・ポイント生態系保護区を対象としており、先カンブリア時代末期に棲息していたエディアカラ生物群の化石の産地となっている。諮問機関であるIUCNからは、産出する化石の古さや多彩さが評価された。                                      |                                                                    |                                      |          |          |                |
| | 湖北省の神農架                                                     | 中国                                 | 登録     | 登録     | (9), (10)      |
| Hubei Shennongjia |                                                                    | 中国                                 | 登録     | 登録     | (9), (10)      |
| Shennongjia au Hubei |                                                                    | 中国                                 | 登録     | 登録     | (9), (10)      |
| 神農架林区はモミ属の原生林などを含む国が直轄する森林地帯である。世界遺産の対象は2つの地区に分かれており、諮問機関からは、その豊かな生物多様性などが評価された。 |                                                                    |                                      |          |          |                |
| | ピュイ山地とリマーニュ断層の地殻運動・火山地帯                     | フランス                             | 不登録   | 情報照会 |                |
| Tectono-volcanic Ensemble of the Chaine des Puys and Limagne Fault |                                                                    | フランス                             | 不登録   | 情報照会 |                |
| Ensemble tectono-volcanique de la Chaîne des Puys et faille de Limagne |                                                                    | フランス                             | 不登録   | 情報照会 |                |
| 第38回世界遺産委員会ではIUCNは「不登録」を勧告していたが、それを覆して「情報照会」決議となった。しかし、今回もIUCNの勧告はいずれの価値も否定した上で「不登録」のままだった。会議では再び「情報照会」決議となった。第42回世界遺産委員会で正式登録されることになる。                        |                                                                    |                                      |          |          |                |
| | ルート砂漠                                                         | イラン                               | 情報照会 | 登録     | (7), (8)       |
| Lut Desert |                                                                    | イラン                               | 情報照会 | 登録     | (7), (8)       |
| Désert de Lout |                                                                    | イラン                               | 情報照会 | 登録     | (7), (8)       |
| ルート砂漠はケルマーン州と他2州にまたがるイラン東部の砂漠で、IUCNからは推薦範囲の大部分が自然美や地形の面での顕著な普遍的価値を持つことを認められたが、該当しない地域があることも指摘された。逆転登録を果たし、イラン初の自然遺産となった。                                               |                                                                    |                                      |          |          |                |
| | 西天山                                                             | カザフスタン キルギス ウズベキスタン | 登録延期 | 登録     | (10)           |
| Western Tien-Shan |                                                                    | カザフスタン キルギス ウズベキスタン | 登録延期 | 登録     | (10)           |
| Tien Shan occidental |                                                                    | カザフスタン キルギス ウズベキスタン | 登録延期 | 登録     | (10)           |
| アクス＝ザバグリ自然保護区などカザフスタンの7件、キルギスの4件、ウズベキスタンの2件の自然保護区を対象とする推薦である。IUCNからは推薦時点での価値は否定されたものの、構成資産の練り直しによって、生態系や生物多様性の点での価値が認められる可能性も示された。審議では逆転登録を果たした。 |                                                                    |                                      |          |          |                |
| | レビジャヒヘド諸島                                                 | メキシコ                             | 登録     | 登録     | (7), (9), (10) |
| Archipiélago de Revillagigedo |                                                                    | メキシコ                             | 登録     | 登録     | (7), (9), (10) |
| Archipel de Revillagigedo |                                                                    | メキシコ                             | 登録     | 登録     | (7), (9), (10) |
| レビジャヒヘド諸島はバハ・カリフォルニア半島南東に浮かぶ島々で、諮問機関からは、火山やそれが生み出す地形と周囲の海が織り成す自然美、および希少な海鳥を含む生態系などが評価された。 |                                                                    |                                      |          |          |                |
| | 西コーカサス*                                                      | ロシア                               | 不適用   | ――       |                |
| Western Caucasus |                                                                    | ロシア                               | 不適用   | ――       |                |
| Caucase de l’Ouest |                                                                    | ロシア                               | 不適用   | ――       |                |
| 西コーカサスは生態系や生物多様性が評価され、1999年に登録された。しかし、今回の範囲見直しが価値の強化に繋がることは証明されていないとしてIUCNからは不適用を勧告され、推薦国によって取り下げられた。                                                                                        |                                                                    |                                      |          |          |                |
| | コミ原生林*                                                        | ロシア                               | 不適用   | ――       |                |
| Virgin Komi Forests |                                                                    | ロシア                               | 不適用   | ――       |                |
| Forêts vierges de Komi |                                                                    | ロシア                               | 不適用   | ――       |                |
| コミ原生林は自然美や生態系が評価された亜寒帯林で、1995年に登録された。しかし、今回の範囲見直しが価値の強化に繋がることは証明されていないとしてIUCNからは不適用を勧告され、推薦国によって取り下げられた。                                                                                  |                                                                    |                                      |          |          |                |
| | サンガネーブ海洋国立公園とドンゴナーブ湾＝ムカッワー島海洋国立公園 | スーダン                             | 情報照会 | 登録     | (7), (9), (10) |
| Sanganeb Marine National Park and Dungonab Bay - Mukkawar Island Marine National Park |                                                                    | スーダン                             | 情報照会 | 登録     | (7), (9), (10) |
| Parc national marin de Sanganeb et Parc national marin de la baie de Dungonab – île de Mukkawar |                                                                    | スーダン                             | 情報照会 | 登録     | (7), (9), (10) |
| 第39回世界遺産委員会で「情報照会」決議。IUCNは潜在的な価値を認めつつも、範囲の設定などに問題があるとして、「情報照会」を勧告したが、逆転で登録を果たした。世界最北とされるサンゴ礁やジュゴン棲息地を含んでいる。                                                                          |                                                                    |                                      |          |          |                |
| | ケーンクラチャン森林保護区群                                       | タイ                                 | 情報照会 | 情報照会 |                |
| Kaeng Krachan Forest Complex |                                                                    | タイ                                 | 情報照会 | 情報照会 |                |
| Complexe des forêts de Kaeng Krachan |                                                                    | タイ                                 | 情報照会 | 情報照会 |                |
| 第39回世界遺産委員会で「情報照会」決議。IUCNは生物多様性の面での価値を認められる可能性が高いとしつつ、いくつかの情報が不足していることから「情報照会」を勧告した。決議でもそれが踏襲された。                                                                                              |                                                                    |                                      |          |          |                |
| | クイテンダグの山岳生態系                                           | トルクメニスタン                     | 不登録   | 登録延期 |                |
| Mountain Ecosystems of Koytendag |                                                                    | トルクメニスタン                     | 不登録   | 登録延期 |                |
| Écosystèmes de montagne de Koytendag |                                                                    | トルクメニスタン                     | 不登録   | 登録延期 |                |
| クイテンタグ自然保護区を含む4件の保護区を対象として推薦されたが、パミール高原から天山山脈にかけての地域内にある類似の特質を持つ世界遺産の新疆天山、タジキスタン国立公園などに比べて価値が落ちると、IUCNからは判断された。審議では「登録延期」となった。                                   |                                                                    |                                      |          |          |                |

### 複合遺産
| 画像 | 推薦名                                                                    | 推薦国 | 勧告     | 決議     | 登録基準            |
| --- | ------------------------------------------------------------------------- | ------ | -------- | -------- | ------------------- |
| | ピマチオウィン・アキ                                                      | カナダ | 登録     | 情報照会 |                     |
| Pimachiowin Aki |                                                                           | カナダ | 登録     | 情報照会 |                     |
| Pimachiowin Aki |                                                                           | カナダ | 登録     | 情報照会 |                     |
| ピマチオウィン・アキはアニシナアベの言葉で「生命を与える土地」を意味し、彼らの伝統と密接に結びつく文化的景観を形成している。同時に北方林の生態系の面からも評価された。第37回世界遺産委員会で「登録延期」決議となっていたが、今回は文化・自然とも「登録」が勧告された。ところが、勧告後に保護・管理体制に重要な変化が生じたことから、「情報照会」決議となった。第42回世界遺産委員会で正式登録されることになる。 |                                                                           |        |          |          |                     |
| | エネディ山地の自然的・文化的景観                                          | チャド | 登録延期 | 登録     | (3), (7), (9)       |
| Ennedi Massif: Natural and Cultural Landscape |                                                                           | チャド | 登録延期 | 登録     | (3), (7), (9)       |
| Massif de l’Ennedi : paysage naturel et culturel |                                                                           | チャド | 登録延期 | 登録     | (3), (7), (9)       |
| チャド北西部のエネディ山地は紀元前5000年にまで遡る岩絵群と、自然美・生態系に特色のある自然環境が残されている。しかし、諮問機関は文化、自然の両面について、範囲の再考などによって当てはまる可能性を認めつつ、今回は登録延期とすることを勧告した。逆転登録を果たし、チャド2件目の世界遺産となった。 |                                                                           |        |          |          |                     |
| | カンチェンゾンガ国立公園                                                  | インド | 登録     | 登録     | (3), (6), (7), (10) |
| Khangchendzonga National Park |                                                                           | インド | 登録     | 登録     | (3), (6), (7), (10) |
| Parc national de Khangchendzonga |                                                                           | インド | 登録     | 登録     | (3), (6), (7), (10) |
| カンチェンゾンガ国立公園は世界第3位の高峰カンチェンジュンガの一部を対象としており、地元の人々にとって聖なる山として崇拝されてきた文化的価値と、自然美・生物多様性から成る自然的価値とが評価された。インド初の複合遺産である。 |                                                                           |        |          |          |                     |
| | イラク南部のアフワール:生物多様性の保護地域とメソポタミアの都市の残存景観 | イラク | 登録延期 | 登録     | (3), (5), (9), (10) |
| The Ahwar of Southern Iraq: Refuge of Biodiversity and the Relict Landscape of the Mesopotamian Cities |                                                                           | イラク | 登録延期 | 登録     | (3), (5), (9), (10) |
| Les Ahwar du sud de l’Iraq : refuge de biodiversité et paysage relique des villes mésopotamiennes |                                                                           | イラク | 登録延期 | 登録     | (3), (5), (9), (10) |
| 対象となるのはウル、ウルク、エリドゥの古代遺跡およびマーシュ湿地帯（アフワール湿地帯）に含まれる4箇所の湿地である。しかし、ICOMOSからは、古代都市遺跡の中で上記3件に絞った理由が不鮮明であることや、湿地と文化の結びつきも十分に示されていないとされた。IUCN も自然的側面について今後価値を証明できる可能性を指摘しつつも、再検討を求めた。逆転で登録を果たし、イラク初の複合遺産となった。                    |                                                                           |        |          |          |                     |

### 文化遺産
| 画像 | 推薦名 | 推薦国                                                    | 勧告     | 決議     | 登録基準           |
| --- | --- | --------------------------------------------------------- | -------- | -------- | ------------------ |
| | アンティグアの海軍造船所と関連考古遺跡群                                                                                          | アンティグア・バーブーダ                                  | 登録     | 登録     | (2), (4)           |
| Antigua Naval Dockyard and Related Archaeological Sites | | アンティグア・バーブーダ                                  | 登録     | 登録     | (2), (4)           |
| Chantier naval d’Antigua et sites archéologiques associés | | アンティグア・バーブーダ                                  | 登録     | 登録     | (2), (4)           |
| この資産は、ジョージ王朝様式の海事施設群で、熱帯地方に適応した変化を伝えていることや、かつての海軍力の背景にした植民地化や技術・思想などの伝播を伝えていることが評価された。アンティグア・バーブーダ初の世界遺産である。 | |                                                           |          |          |                    |
| | ル・コルビュジエの建築作品-近代建築運動への顕著な貢献-                                                                            | フランス スイス ベルギー ドイツ アルゼンチン インド 日本  | 登録     | 登録     | (1), (2), (6)      |
| The Architectural Work of Le Corbusier, an Outstanding Contribution to the Modern Movement | | フランス スイス ベルギー ドイツ アルゼンチン インド 日本  | 登録     | 登録     | (1), (2), (6)      |
| L’OEuvre architecturale de Le Corbusier, une contribution exceptionnelle au Mouvement Moderne | | フランス スイス ベルギー ドイツ アルゼンチン インド 日本  | 登録     | 登録     | (1), (2), (6)      |
| 第33回世界遺産委員会で「情報照会」、第35回世界遺産委員会で「登録延期」となったが、インドを加えた今回の推薦（7か国17件）については諮問機関から全件の「登録」が勧告されている（前回の勧告では、構成資産のうち、3件のみにしか顕著な普遍的価値を認められていなかった）。大陸を越える初の世界遺産となった。                                                                | |                                                           |          |          |                    |
| | ステチュツィ - 中世の墓碑群 | ボスニア・ヘルツェゴビナ クロアチア セルビア モンテネグロ | 登録延期 | 登録     | (3), (6)           |
| Stećci – Medieval Tombstones | | ボスニア・ヘルツェゴビナ クロアチア セルビア モンテネグロ | 登録延期 | 登録     | (3), (6)           |
| Stećci – Tombes médiévales | | ボスニア・ヘルツェゴビナ クロアチア セルビア モンテネグロ | 登録延期 | 登録     | (3), (6)           |
| 中世の墓碑であるステチュツィのうち、ボスニア・ヘルツェゴビナ22件、クロアチア2件、モンテネグロ3件、セルビア3件の計30件が推薦された。ICOMOSは将来的に世界遺産登録基準を満たす可能性を示唆しつつも、今回は登録延期を勧告した。しかし、逆転登録を果たし、登録名は「中世墓碑ステチュツィの墓所群」となった。                                                               | |                                                           |          |          |                    |
| | パンプーリャの近代建築群 | ブラジル                                                  | 登録     | 登録     | (1), (2), (4)      |
| Pampulha Modern Ensemble | | ブラジル                                                  | 登録     | 登録     | (1), (2), (4)      |
| Ensemble moderne de Pampulha | | ブラジル                                                  | 登録     | 登録     | (1), (2), (4)      |
| パンプーリャはベロオリゾンテの人造湖周辺に形成された地区で、オスカー・ニーマイヤー、ロバート・ブール・マルクス、カンディド・ポルチナーリらが手がけた建造物群が並ぶ。 | |                                                           |          |          |                    |
| | 左江花山の岩絵の文化的景観 | 中国                                                      | 登録     | 登録     | (3), (6)           |
| Zuojiang Huashan Rock Art Cultural Landscape | | 中国                                                      | 登録     | 登録     | (3), (6)           |
| Paysage culturel de l’art rupestre de Zuojiang Huashan | | 中国                                                      | 登録     | 登録     | (3), (6)           |
| 花山岩画は紀元前5世紀から2世紀にかけての岩絵遺跡で、当時左江沿岸にいた雒越の活動をとどめている。また、今なお象徴的意味を持つ銅鼓が描かれていることは、その文化的広まりを理解する上での意義も持つ。 | |                                                           |          |          |                    |
| | フォルムの記念碑的建造物群を含むザダル半島の古代ローマ式都市生活                                                                  | クロアチア                                                | 不登録   | ――       |                    |
| Roman Urbanism of the Zadar Peninsula with the Monumental Complex on the Forum | | クロアチア                                                | 不登録   | ――       |                    |
| Urbanisme romain de la péninsule de Zadar avec l’ensemble monumental sur le forum | | クロアチア                                                | 不登録   | ――       |                    |
| ザダルの古代ローマ遺跡は第36回世界遺産委員会で「情報照会」決議を受け、第37回世界遺産委員会では「不登録」勧告を受けて取り下げていた。今回の推薦でも「不登録」を勧告された。勧告を受け、審議前に取り下げられた。 | |                                                           |          |          |                    |
| | エルツ山地の鉱業の文化的景観 | チェコ · ドイツ                                           | ――       | ――       |                    |
| Mining Cultural Landscape Erzgebirge / Krušnohoří | | チェコ · ドイツ                                           | ――       | ――       |                    |
| Paysage culturel minier d’Erzgebirge/Krušnohoří | | チェコ · ドイツ                                           | ――       | ――       |                    |
| エルツ山地の国境沿いの鉱業地帯 (Cross-border Mining Trail) である。勧告前に推薦国によって取り下げられた。 | |                                                           |          |          |                    |
| | ハレのフランケ財団 | ドイツ                                                    | ――       | ――       |                    |
| Francke Foundations, Halle | | ドイツ                                                    | ――       | ――       |                    |
| Fondations Francke, Halle | | ドイツ                                                    | ――       | ――       |                    |
| フランケ財団はアウグスト・ヘルマン・フランケが設立した。勧告前に推薦国によって取り下げられた。 | |                                                           |          |          |                    |
| | ピリッポイの考古遺跡 | ギリシャ                                                  | 登録     | 登録     | (3), (4)           |
| Archaeological Site of Philippi | | ギリシャ                                                  | 登録     | 登録     | (3), (4)           |
| Site archéologique de Philippes | | ギリシャ                                                  | 登録     | 登録     | (3), (4)           |
| ピリッポイ（フィリピ、ピリピ）はエグナティア街道上にあった古代都市で、近郊では紀元前42年にフィリピの戦いがあった。また、この都市はパウロの宣教によって、欧州で最初にキリスト教会が設立された場所でもあった。推薦対象は都市遺跡と古戦場で、古代ローマ遺跡と初期キリスト教建築の両面で評価された。                                                                      | |                                                           |          |          |                    |
| | ナーランダ・マハーヴィハーラの出土した遺構群                                                                                      | インド                                                    | 登録延期 | 登録     | (4), (6)           |
| Excavated remains of Nalanda Mahavihara | | インド                                                    | 登録延期 | 登録     | (4), (6)           |
| Vestiges mis au jour de Nalanda Mahavihara | | インド                                                    | 登録延期 | 登録     | (4), (6)           |
| ナーランダ・マハーヴィハーラは玄奘や義浄も学んだ密教学の拠点であったが、世界遺産としての価値の証明が不十分で、推薦された基準 (4) と (6) のいずれにも当てはまらないとされた一方、比較研究を進めれば (3) が適用できる可能性も示された。逆転での登録を果たし、登録名は「ビハール州ナーランダーのナーランダー・マハーヴィハーラ（ナーランダ大僧院）の考古遺跡」となった。 | |                                                           |          |          |                    |
| | ペルシア式カナート | イラン                                                    | 登録延期 | 登録     | (3), (4)           |
| The Persian Qanat | | イラン                                                    | 登録延期 | 登録     | (3), (4)           |
| Le qanat perse | | イラン                                                    | 登録延期 | 登録     | (3), (4)           |
| カナートやその関連遺跡の計11件から成る。価値の証明が不十分として、ICOMOSからは構成資産の再考を求められた。審議では逆転登録を果たした。Traditional water sources of Persian antiquityも参照。 | |                                                           |          |          |                    |
| | 長崎の教会群とキリスト教関連遺産                                                                                                  | 日本                                                      | ――       | ――       |                    |
| Churches and Christian Sites in Nagasaki | | 日本                                                      | ――       | ――       |                    |
| Églises et sites chrétiens de Nagasaki | | 日本                                                      | ――       | ――       |                    |
| 日本へのキリスト教伝来から弾圧、隠れキリシタン、明治以降までの長い期間を対象としていたが、ICOMOSからは禁教期に重点をおいて再考すべきとの中間報告を受けた。それを踏まえて、正式勧告前に推薦国によって取り下げられた。第42回世界遺産委員会で正式登録されることになる。                                                                                                  | |                                                           |          |          |                    |
| | ナンマトル:東ミクロネシアの祭祀センター                                                                                           | ミクロネシア連邦                                          | 登録     | 登録     | (1), (3), (4), (6) |
| Nan Madol: Ceremonial Centre of Eastern Micronesia | | ミクロネシア連邦                                          | 登録     | 登録     | (1), (3), (4), (6) |
| Nan Madol : centre cérémoniel de la Micronésie orientale | | ミクロネシア連邦                                          | 登録     | 登録     | (1), (3), (4), (6) |
| ナン・マトールはポンペイ島沿岸に築かれた石造建造物群で、シャウテレウル王朝の儀式が行われていた中心施設であり、首長制社会の発展や社会・宗教の結びつきなどを伝えている。ミクロネシア連邦で初の世界遺産となったが、登録と同時に危機遺産リストにも加えられた。 | |                                                           |          |          |                    |
| | ツェティニェ歴史地区 | モンテネグロ                                              | 不登録   | ――       |                    |
| Historic Centre of Cetinje | | モンテネグロ                                              | 不登録   | ――       |                    |
| Centre historique de Cetinje | | モンテネグロ                                              | 不登録   | ――       |                    |
| ツェティニェはモンテネグロの古都であるが、ICOMOSは推薦された理由が他の都市群にも当てはまり、顕著な普遍的価値を示せていないとして、不登録を勧告した。その結果、推薦国によって取り下げられた。 | |                                                           |          |          |                    |
| | パナマ市の歴史地区と考古遺跡（「パナマ・ビエホとパナマ歴史地区」1997年登録・2003年拡大、適用基準(2) ,(4), (6) の重要な境界変更）* | パナマ                                                    | 不適用   | 不適用   |                    |
| Archaeological Site and Historic Centre of Panamá City [Significant boundary modification of the Archaeological Site of Panamá Viejo and Historic District of Panamá, 1997, 2003 (ii)(iv)(vi)] | | パナマ                                                    | 不適用   | 不適用   |                    |
| Site archéologique et centre historique de la ville de Panamá [Modification majeure des limites de « Site archéologique de Panamá Viejo et district historique de Panamá » 1997, 2003 (ii)(iv)(vi)] | | パナマ                                                    | 不適用   | 不適用   |                    |
| パナマ市の歴史地区とかつてのパナマ市の遺跡（パナマ・ビエホ）を対象としているが、今回の拡大申請を踏まえたICOMOSの勧告では、かつて認められていた基準 (6) が都市開発の影響で該当しなくなっている可能性などが指摘された。委員会でも「不適用」と決議された。 | |                                                           |          |          |                    |
| | 書院、李氏朝鮮の宋明理学教育機関群                                                                                                | 韓国                                                      | ――       | ――       |                    |
| Seowon, Neo-Confucian Academies of the Joseon Dynasty | | 韓国                                                      | ――       | ――       |                    |
| Seowon, académies néo-confucéennes de la dynastie Joseon | | 韓国                                                      | ――       | ――       |                    |
| 東アジアに見られた教育機関である書院の一種である。勧告前に推薦国によって取り下げられた。 | |                                                           |          |          |                    |
| | アンテケーラのドルメン遺跡 | スペイン                                                  | 登録     | 登録     | (1), (3), (4)      |
| Antequera Dolmens Site | | スペイン                                                  | 登録     | 登録     | (1), (3), (4)      |
| Site de dolmens d’Antequera | | スペイン                                                  | 登録     | 登録     | (1), (3), (4)      |
| メンガ支石墓、ビエラ支石墓の各ドルメン、エル・ロメラル遺跡の地下墳墓、エル・トルサルなど2件の非人工の記念物を対象としており、かつての巨石葬礼文化を伝えるものとして評価された。 | |                                                           |          |          |                    |
| | プー・プラ・バート歴史公園 | タイ                                                      | 登録延期 | ――       |                    |
| Phu Phrabat Historical Park | | タイ                                                      | 登録延期 | ――       |                    |
| Parc historique de Phu Phrabat | | タイ                                                      | 登録延期 | ――       |                    |
| プー・プラ・バート歴史公園は仏教とゆかりのある場所というだけでなく、先史時代の岩絵が残る地域でもある。ただし、ICOMOSは全体としてはもとより、個別構成資産に絞っても顕著な普遍的価値が証明されていないとした。勧告を受け、審議前に取り下げられた。 | |                                                           |          |          |                    |
| | アニの考古遺跡 | トルコ                                                    | 登録延期 | 登録     | (2), (3), (4)      |
| Archaeological Site of Ani | | トルコ                                                    | 登録延期 | 登録     | (2), (3), (4)      |
| Site archéologique d’Ani | | トルコ                                                    | 登録延期 | 登録     | (2), (3), (4)      |
| アニはトルコ北東部に位置し、かつてはシルクロードの拠点都市のひとつであった。ICOMOSは顕著な普遍的価値を持つ可能性を認めつつも、比較研究が不足していることを指摘したが、逆転で登録を果たした。 | |                                                           |          |          |                    |
| | ジブラルタルのネアンデルタール人洞窟群と周辺環境                                                                                  | イギリス                                                  | 登録     | 登録     | (3)                |
| Gibraltar Neanderthal Caves and Environments | | イギリス                                                  | 登録     | 登録     | (3)                |
| Grottes néandertaliennes de Gibraltar et leur environnement | | イギリス                                                  | 登録     | 登録     | (3)                |
| イギリスの海外領土であるジブラルタルのゴーラムの洞窟は、ネアンデルタール人の居住地の中でも末期に属すると見なされている。一帯からは、ネアンデルタール人の生活の様子をうかがわせる遺物などが発見されており、彼らの文化的伝統などを知る上で貴重であることが評価された。登録名は「ゴーラム洞窟群」となった。                                                              | |                                                           |          |          |                    |
| | フランク・ロイド・ライトによる近代建築の主要作品群                                                                                | アメリカ合衆国                                            | 登録延期 | 情報照会 |                    |
| Key Works of Modern Architecture by Frank Lloyd Wright | | アメリカ合衆国                                            | 登録延期 | 情報照会 |                    |
| OEuvres majeures de l’architecture moderne par Frank Lloyd Wright | | アメリカ合衆国                                            | 登録延期 | 情報照会 |                    |
| フランク・ロイド・ライトが手がけたモダニズム建築作品のうち、計10件が一括して推薦された。ICOMOSは落水荘（左画像）など一部の作品について顕著な普遍的価値を持つ可能性を認めたものの、構成資産全体については証明が不十分であるとした。審議では「情報照会」と決議された 。                                                                                                 | |                                                           |          |          |                    |

## 危機遺産
危機にさらされている世界遺産（危機遺産）の変更状況は以下の通り。リビアの世界遺産は5件全てが危機遺産リストに加えられた。

### リストからの除去
- ムツヘタの歴史的建造物群（ ジョージア）

### リストへの追加
- レプティス・マグナの考古遺跡（ リビア）
- サブラタの考古遺跡（ リビア）
- キュレネの考古遺跡（ リビア）
- タドラルト・アカクスの岩絵遺跡群（ リビア）
- ガダミスの旧市街（ リビア）
- シャフリサブス歴史地区（ ウズベキスタン）
- ジェンネ旧市街（ マリ）
- ナンマトル:東ミクロネシアの祭祀センター（ ミクロネシア連邦）

## 名称変更
以下の通り、名称が変更された。なお、英語名ないし仏語名の片方のみが変更された場合もあり、以下の表では変更の無い部分については省略している。また、日本語名では区別しづらい変更もある。
|            | 旧登録名 | 旧登録名                                             | 新登録名 | 新登録名                                                                 |
| ---------- | -------- | ---------------------------------------------------- | -------- | ------------------------------------------------------------------------ |
| フランス   | 旧       | ブルゴーニュのブドウ畑のクリマ                       | 新       | ブルゴーニュのブドウ畑のクリマ                                           |
| フランス   | 旧       | Climats, terroirs of Burgundy                        | 新       | The Climats, terroirs of Burgundy                                        |
| フランス   | 旧       | Les climats du vignoble de Bourgogne                 | 新       | Les Climats du vignoble de Bourgogne                                     |
| フランス   | 旧       | シャンパーニュの丘陵、メゾンとカーヴ                 | 新       | シャンパーニュの丘陵、メゾンとカーヴ                                     |
| フランス   | 旧       | Champagne Hillsides, Houses and Cellars              | 新       | ――                                                                       |
| フランス   | 旧       | Coteaux, maisons et caves de Champagne               | 新       | Coteaux, Maisons et Caves de Champagne                                   |
| ポルトガル | 旧       | ポルト歴史地区                                       | 新       | ポルト歴史地区、ルイス1世橋およびセラ・ド・ピラール修道院                |
| ポルトガル | 旧       | Historic Centre of Oporto                            | 新       | Historic Centre of Oporto, Luiz I Bridge and Monastery of Serra do Pilar |
| ポルトガル | 旧       | Centre historique de Porto                           | 新       | Centre historique de Porto, Pont Luiz I et Monastère de Serra do Pilar   |
| フィリピン | 旧       | ビガン歴史都市                                       | 新       | ビガン歴史都市                                                           |
| フィリピン | 旧       | Historic Town of Vigan                               | 新       | Historic City of Vigan                                                   |
| フィリピン | 旧       | Ville historique de Vigan                            | 新       | ――                                                                       |
| ペルー     | 旧       | ナスカとフマナ平原の地上絵                           | 新       | ナスカとパルパの地上絵                                                   |
| ペルー     | 旧       | Lines and Geoglyphs of Nasca and Pampas de Jumana    | 新       | Lines and Geoglyphs of Nasca and Palpa                                   |
| ペルー     | 旧       | Lignes et géoglyphes de Nasca et de Pampas de Jumana | 新       | Lignes et Géoglyphes au Nasca et Palpa                                   |

## その他の議題
- 保全状況（SOC）審議において、提出期限を迎えた富士山-信仰の対象と芸術の源泉の登山者数抑制案や噴火時の危機管理対策、開設された山梨県立富士山世界遺産センターの展示内容などに関する報告書が審議され概ね了承されたが[69]、三保松原や構成資産外の巡礼路の特定を求めるなど追加要請が出された[70]。
- 第39回世界遺産委員会の決議で求められた明治日本の産業革命遺産 製鉄・製鋼、造船、石炭産業における旧集成館付近の道路拡幅や三重津海軍所跡の橋梁建設に伴う景観問題、韮山反射炉の来訪者施設（ガイダンス施設）に関する中間報告が行われる予定で[71]、これに付随して韓国が求め日本が設置を認めた八幡製鉄所や三池港などの稼働遺産における朝鮮人強制連行の史実明示についての履行状況確認を韓国が動議発動し[72]、中国も旧三菱鉱業による中国人強制連行が和解したことをうけて軍艦島に記念碑を建立する合意事項を日本から報告するよう求める見込みであったが[73]、クーデター未遂事件により中断。
本審議は2018年の第42回世界遺産委員会で行われる[74]。また韓国は日本が強制徴用について実態調査に着手したことをうけ、世界遺産委員会での訴追はせず、外交と民間交流の中で解決の糸口を探る姿勢に転じた[75]。
- 紀伊山地の霊場と参詣道における熊野古道の範囲を追加する軽微な変更が申請されており、承認される見込みだったが[76]、クーデター未遂事件の余波を受け、10月の臨時委員会に持ち越しとなった[77]。
- 文化遺産の諮問機関である国際記念物遺跡会議（ICOMOS）による推薦物件の事前調査後に開かれる内部会議が閉鎖的であるとの批難をうけ制度改革が進められ[78]、推薦国が出席し意見交換ができるようになり、勧告前に中間報告が出されるようになった[79]。また、自発的に推薦を取り下げた場合と登録延期・情報照会勧告の場合に限り、ICOMOSとのアドバイザー契約を結び助言をうけられるようになった[80]。
長崎の教会群とキリスト教関連の視察調査後に開催されたICOMOSの報告会に文化庁職員が列席し、「教会建築は潜伏信仰の証明に貢献していない」との指摘を確認（後の中間報告で「禁教期に重点すべき」との文言となった）。推薦取り下げ後に長崎県はICOMOSとアドバイザー契約を結び、ミッションスペシャリストの視察を経て[81]、「集落景観にすべき」と示唆され、名称も「長崎と天草地方の潜伏キリシタン関連遺産」に変更[80]。
- アジア地域における茶の生産景観（文化的景観）の世界遺産への可能性に関する研究が決まった[79]。
- クーデター未遂事件により中断した審議を10月24～26日にパリのユネスコ本部で開催するとともに、2017年の第41回世界遺産委員会をポーランドのクラクフで7月10～17日に開催することを決定[82][83]。
- ル・コルビュジエの建築作品-近代建築運動への顕著な貢献-の構成資産となった日本の国立西洋美術館に対し、登録審査時に前庭の植木が建物外観を阻害しうることを指摘され、前庭の利用方法（例えば企画展の看板設置や記念イベントの開催、上野公園におけるイルミネーションへの協賛 などユニークベニュー）の検討も要請[84]。

## パリでの継続会議
イスタンブールでのクーデター未遂事件により中断した世界遺産委員会が10月24 - 26日にパリのユネスコ本部で開催。日本では臨時委員会と報じられたが、ユネスコでは「continue」と称していることから、あくまでも第40回世界遺産委員会の再開・継続である位置付け。
- 登録審査が延期された熊野古道の拡張登録が認められた[85]。

- 2020年より一回あたりの登録の上限を現在の45件から35件に削減することを決定[86]。
- 2016年4月4～15日に開催された第199回ユネスコ執行委員会と10月13～18日の分科会において、事実上どこの国にも属さない世界遺産エルサレムの旧市街とその城壁群の構成資産である神殿の丘がイスラム教に帰属しているとするアラブ諸国の主張により、ユネスコにおいてはアラビア語の「ハラム・アッシャリフ(Haram al-Scharif)」という呼称のみを使用する決議案（40COM 7A.13）が採択。世界遺産委員会においても確認審議が行われ、21の委員国内4ヶ国が棄権し10ヶ国が賛成したことで過半数を占め採択された。
これに対しイスラエルが不快感を示し決議の撤回を要求、ユネスコとの協力関係を一時停止することを表明。イリナ・ボコヴァユネスコ事務局長は「エルサレムの遺産は分割できない。ユダヤ民族、キリスト教徒、そしてイスラム教徒は等しく権利を有している。」と決議案を批判する意見を述べている[87]。
- 国連の持続可能な開発のための2030アジェンダによる持続可能な開発目標に基づき世界遺産における森林の保全と管理など森林計画の採用[88]、国連人間居住計画（国連ハビタット）による第3回国連人間居住会議（英語版）で採択されたニューアーバンアジェンダをうけての世界遺産都市における持続可能な都市の実現や現代都市を含む都市遺産（英語版）の制度化を目指すことを確認[89]。
- 2018年の第42回世界遺産委員会での登録審査対象の確認を行い、日本の奄美・琉球も取り上げられた。この際、中国が尖閣諸島の領土・領海問題（釣魚臺列嶼主權問題）があるとして反対を主張。日本は環境省が「奄美・琉球と尖閣諸島は成り立ちが全く異なり、同じ価値で登録することは考えにくい」としており、佐藤地ユネスコ代表部大使は「バッファーゾーン（緩衝地帯）も含め、範囲を外に拡張することはない」と反論[90]。
- 2016年のユネスコ総会で採択された「ミュージアムとコレクションの保存活用、その多様性と社会における役割に関する勧告」[91] をうけ、「世界遺産と博物館プログラム」の推進を決定[84]。